# Терористични атаки в Брюксел от март 2016 г.
Сутринта на 22 март 2016 г. в Брюксел, столицата на Белгия, настъпват 3 експлозии – 2 са на летище „Завентем“, третата е в метростанция „Малбек“.
В резултат на нападението са убити 34 души, ранени са над 198 други. Малко по-късно същия ден Ислямска държава поема отговорност за случилото се. Правителството обявява тридневен национален траур. Атаките са най-смъртоносният акт на тероризъм на белгийска почва.

## Предистория
18 март 2016, 4 дни преди атаките, в брюкселския квартал Моленбек е арестуван Салах Абдеслам, смятан за основен организатор на атентатите в Париж от ноември 2015 г. – има предположение, че атаките в Брюксел са отговор на задържането му.

## Летище „Завентем“
22 март 2016 около 8:00 ч. местно време (CET, UTC+1) два взрива са поразили залата за заминаващи пътници на летище „Завентем“ в Брюксел от атентатори самоубийци – единият взрив е избухнал недалеч от гишето за регистрация на авиокомпанията American Airlines, а другият – в близост до кафене Starbucks. В резултат на нападението, според предварителните доклади, 14 са починали и 96 души ранени. Всички полети на летището са отменени. Самолетите са пренасочвани на алтернативни летища. Сградата на летището е частично повредена – паднала част от тавана, счупени стъкла. Железопътният транспорт до летището също е прекъснат.
Вечерта на 22 март разследващите органи са прегледали камерите за наблюдение на летището в Брюксел и са забелязали трима мъже, заподозрени в извършения терористичен акт на сутринта на същия ден. Телата на двама от тях са били намерени сред мъртвите, третият (на снимката, този вдясно) не е открит и е активно търсен от белгийските разузнавателни служби. Полицията е съобщила, че в близост до една от жертвите на предполагаемите терористи е намерен Калашников и трета бомба, която не е избухнала.

## Метростанция „Малбек“
Трета експлозия е извършена във влак на Брюкселския метрополитен, между станциите „Малбек“ и „Шуман“ около 09:11 ч. местно време (CET, UTC+1). В резултат на нападението са били убити, според предварителна информация, 20 души, най-малко 106 ранени, 17 от тях – в критично състояние. След атентатите Метрополитенът е напълно затворен.

## Мерки
В същия ден правителството на Брюксел наложи най-високото ниво на терористична заплаха.
В белгийската столица е напълно блокиран общественият транспорт. Властите се обръщат към жителите с призив да не напускат домовете или офисите си. В мобилната мрежа настъпва претоварване. Хората са помолени, вместо разговори по мобилните телефони, да използват SMS или социалните мрежи.
Напълно е затворена границата на Белгия с Франция: блокирани са пътищата и е спряна железопътната мрежа.

## Последици
- 22 март 2016 Белгия затваря своите дипломатически мисии в Турция[17].
- В цяла Белгия е обявен тридневен национален траур[18].
- На 28 март 2016 -та в статията „Бягство в Поезията по време на Атентати“ редакторката на правозащитният сайт „Маргиналия“ Юлияна Методиева оправдава атентатите като реакция срещу Западният Колониализъм.[19]